# Peračica
Peračica este o localitate din comuna Radovljica, Slovenia, cu o populație de 33 de locuitori.